# ケロニエロン
ケロニエロン（Cheloniellon、またはチェロニエロン）は、約4億年前のデボン紀に生息したケロニエロン類の化石節足動物の一属。平たい体の前後に特化した付属肢をもつ、ドイツのフンスリュック粘板岩（Hunsrück Slate）で見つかった Cheloniellon calmani という1種のみによって知られる。

## 形態

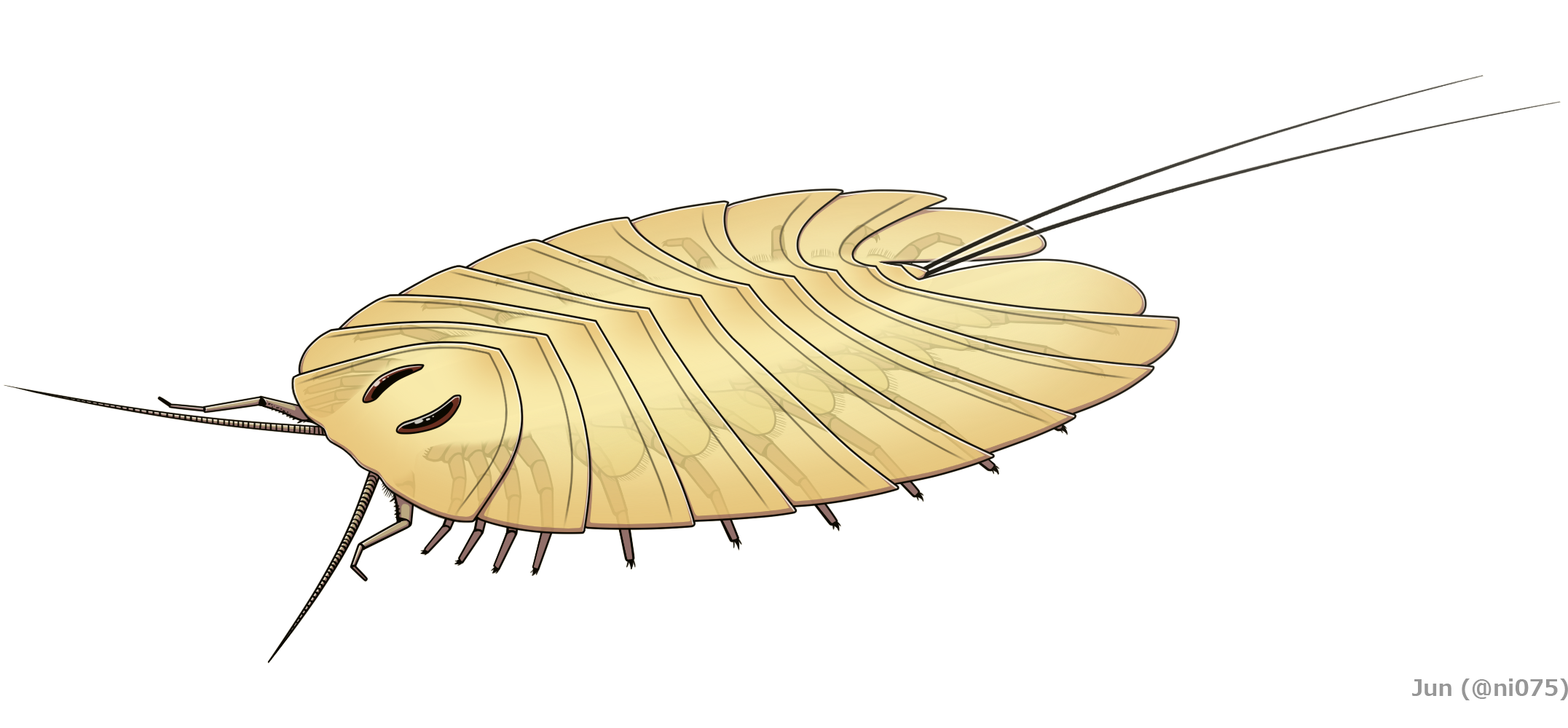
Cheloniellon calmani の全身復元図

体長は付属肢を除いて最大20cmほどの、平たい円盤状の節足動物である。付属肢はほぼ全てが幅広い体の下に覆われる。

### 背板
体の背面の外骨格は前後で11枚の背板（tergite）に分かれ、目立たない最終の背板を除いてその全てが左右に向けて大きく張り出し、楕円形の輪郭を描く。最初の背板の背側には、1対の腎臓型の眼がある。最初の背板は先節と直後5節の体節の癒合でできた合体節で、残り10枚の背板はそれぞれ1節の体節を表したとされる。他のケロニエロン類と同様、背板の境目は前後ほどその方向に向けて湾曲し、全体的に放射状となる。
外見上では背板のうち1枚目が頭部で残り10枚が胴部に見えるが、2枚目の背板に対応する付属肢は直前の頭部付属肢と同形の顎基型付属肢である（後述参照）。そのため、頭部（cephalon）は最初の1枚だけでなく2枚目の背板をも含んでおり、胴部（trunk）は残り9枚の背板に当たるとされる。また、前述の頭部を更に触角と第2付属肢をもつ前頭域（procephalon）と、顎基型付属肢をもつ顎頭域（gnathocephalon）で前後2つに分ける見解もある。Stürmer & Bergström 1978 では体の末端に棒状の尾節（telson）があると推測されてきたが、どの化石標本にも見当たらず、その存在は否定的とされる。

### 付属肢と口
付属肢（関節肢）として1対の触角・1対の特化した第2付属肢・4対の顎基型付属肢という計6対の頭部付属肢と、8対の二叉型付属肢・1対の尾鞭という計9対の胴部付属肢が知られている。口は棘をもつ1枚の小さな上唇（labrum）に覆われ、特化した付属肢と第1対の顎基型付属肢の間に配置される。
糸状の触角（antenna）は無数の環節に分れ、その直後にある第2付属肢は、基部が頑丈で棘と感覚毛（esthetasc）に似た剛毛（seta）があり、複雑な関節により高い可動域をもっていたと考えられる。口の直後にある4対の付属肢は後方ほど発達した歩脚型で、基部は重なり合った鋸歯状の顎基（gnathobase）をもつ。この6対の付属肢のうち、前の5対（触角+第2付属肢+前3対の顎基型付属肢）は眼をもつ1枚目の背板に、第6対（最後の顎基型付属肢）は2枚目の背板に対応していた。
それ以降の8対の付属肢は順に3-10枚目の背板に対応しており、脚先に剛毛がある長い歩脚型の内肢（endopod）と、外縁に剛毛が並んだ葉状の短い外肢（exopod）でできた二叉型（biramous）である。体の末端にある1対の長い尾鞭（furcal rami, furcae, pretelsonic appendage）は、目立たない11枚目の背板から生えている。

## 生態
ケロニエロンは底生性の捕食者で、口の直後にある4対の顎基で餌を粉砕し、上唇の棘にあわせて餌を口の所へと導いていたと考えられる。触角直後の第2付属肢は棘があり、一見では捕獲用に適した形態をもつが、先端は貧弱で基部も感覚毛をもつため、むしろ餌の位置と性質を確認するのに用いられる感覚器ではないかと考えられる。胴部付属肢の内肢で海底を徘徊し、外肢で呼吸していたと考えられる。

## 分類

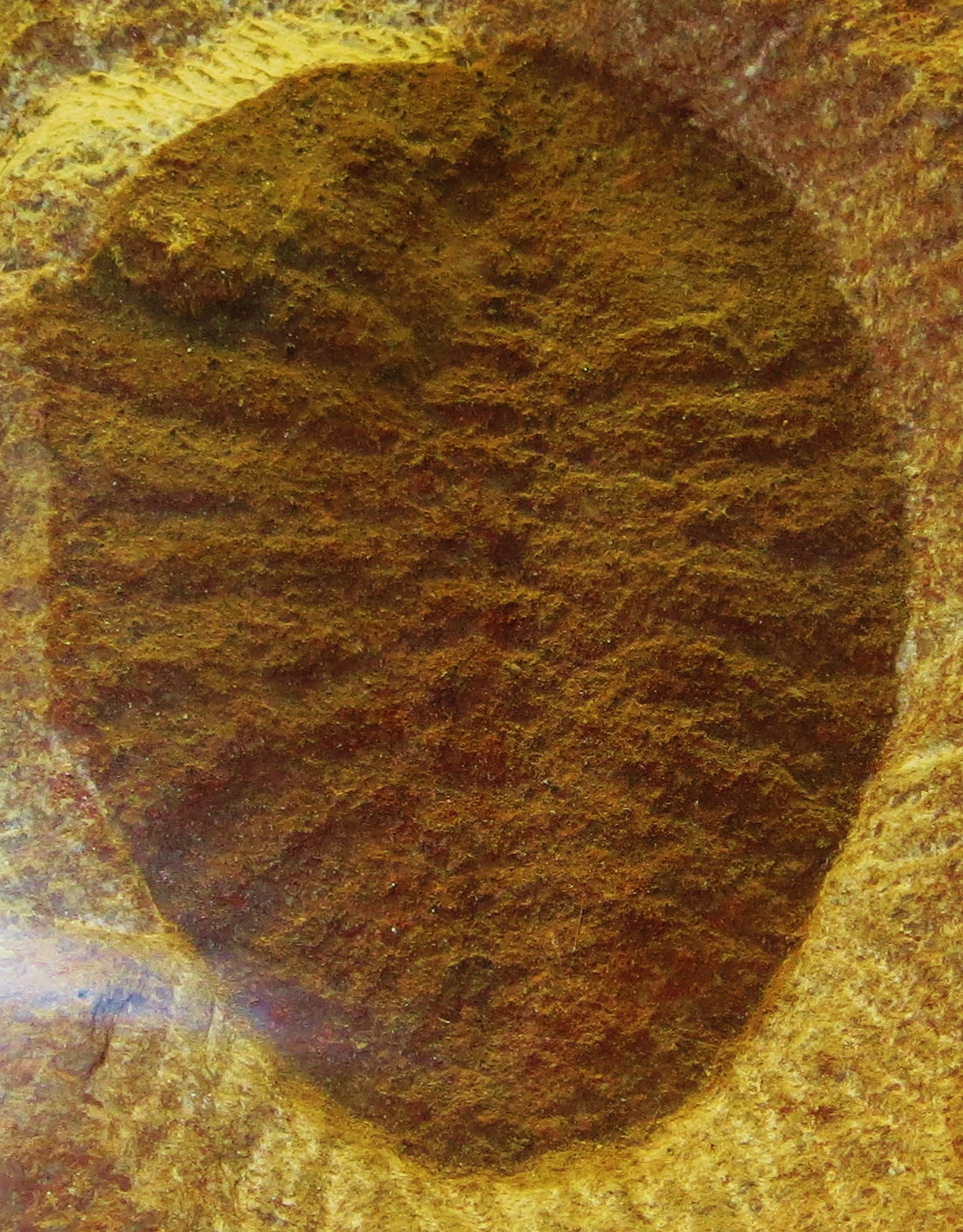
ドゥスリアの化石標本

ケロニエロンはドゥスリア（Duslia）、ネオストラボプス（Neostrabops）、トライオプス（Triopus）などと共にケロニエロン類（cheloniellids、ケロニエロン目 Cheloniellida）という化石節足動物の分類群（目）に含まれる。この分類群の系統位置は議論的で、かつては三葉虫や鋏角類に近縁と考えられてきたが、2010年代をはじめとする系統解析ではArtiopoda（三葉虫・光楯類などを含んだ大きな亜門）に含まれ、その中で光楯類などに近縁（共にVicissicaudata上綱に含まれる）という説の方が有力視される。Ortega‐Hernández et al. 2013 と Lerosey-Aubril et al. 2017 による系統解析では、ケロニエロン類の中でケロニエロンはネオストラボプスより派生的で、ドゥスリアとトライオプスより基盤的であったとされる。
ケロニエロン（ケロニエロン属 Cheloniellon）は模式種（タイプ種）である Cheloniellon calmani のみによって知られる。Stürmer & Bergström 1978 では、同じくフンスリュック粘板岩から発見された節足動物ブンデンバキエルス（Bundenbachiellus）の種 Bundenbachiellus giganteus が C. calmani に同種（シノニム）ではないかと考えられたが、この見解は Moore et al. 2008 の再検討以降では否定的になった。